# MUSE CITY ザ・ファーストタワー

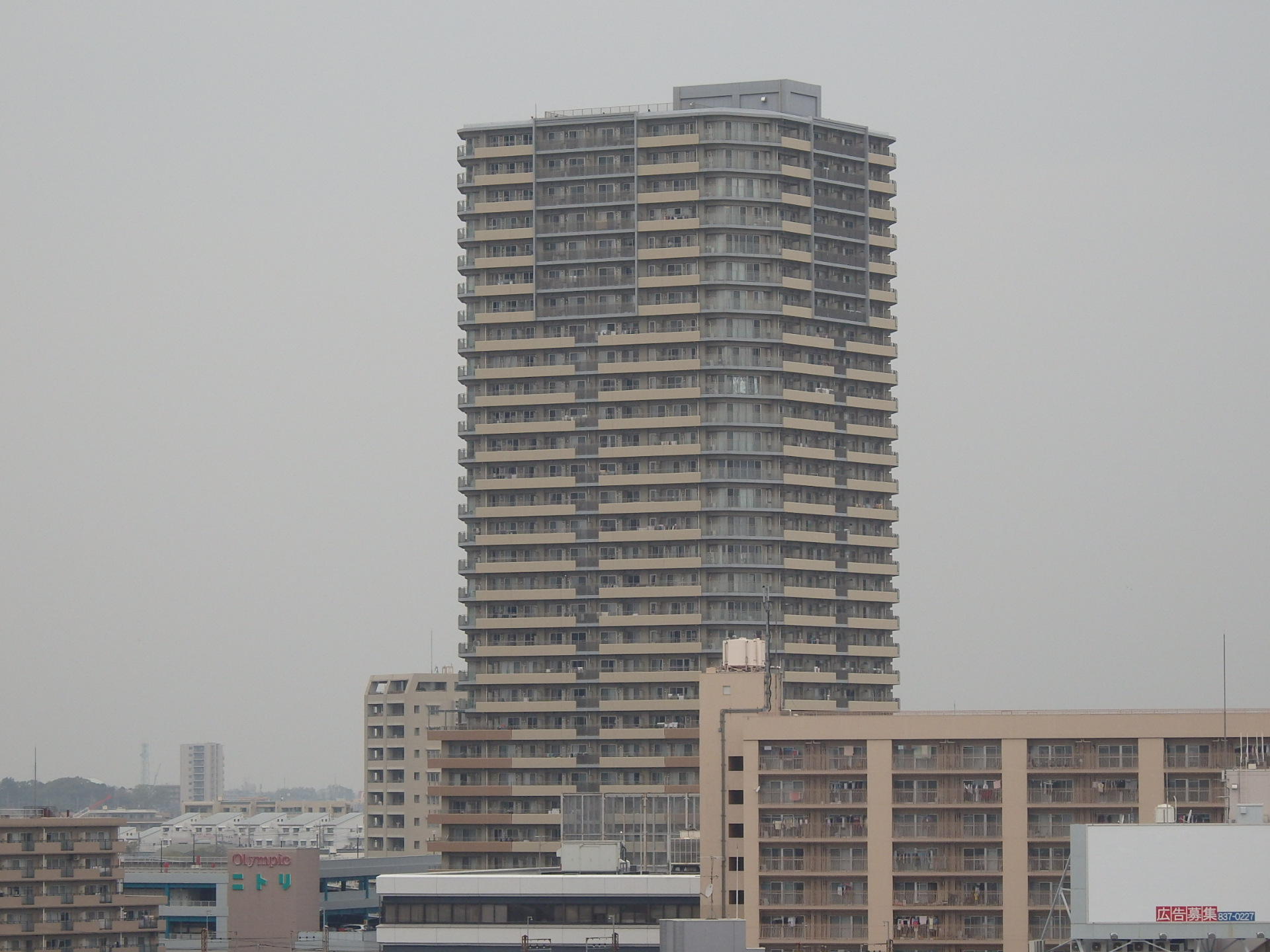
南側

MUSE CITY ザ・ファーストタワーは、埼玉県さいたま市南区にある超高層タワーマンション。武蔵浦和駅周辺の再開発事業により建設された。新日鉄都市開発、野村不動産、東京建物による分譲マンションとなっている。商業棟である武蔵浦和ショッピングスクエアと超高層棟に分かれており、街区全体の名称はMUSE CITY（ミューズシティ）となっている。また、国内最大級の医療モール武蔵浦和メディカルセンターを併設する。

## 概要
浦和市時代から計画されていた再開発事業武蔵浦和駅第8-1街区市街地再開発事業によって建設された超高層マンション。再開発事業では西側に商業施設棟（武蔵浦和ショッピングスクエア）、東側に住宅超高層棟が建設された。武蔵浦和周辺の再開発事業の中ではライブタワーに次いで3番目に完成した。東側にはスポーツジムや全国最大級の医療モール「武蔵浦和メディカルセンター」も併設された。さいたま市内の20階建以上の高層マンションとしては初めて免震構造を採用した。

## 沿革
- 1988年（昭和63年）3月 - 都市再開発方針（2号地区）都市計画決定[3]。
- 1990年（平成2年）6月2日 - 別所大里地区再開発協議会設立。
- 1992年（平成4年）6月27日 - 別所大里地区再開発準備組合設立。
- 2000年（平成12年）8月 - 武蔵浦和駅第8-1街区市街地再開発組合の設立認可。
- 2003年（平成15年）3月28日 - 事業計画変更公告。
- 2004年（平成16年）3月6日 - 起工式。
- 2005年（平成17年）2月 - マンション分譲開始、即日完売。
- 2005年（平成17年）11月1日 - 商業棟がオープン。
- 2006年（平成18年）6月30日 - 全体竣工。
- 2006年（平成18年）7月15日 - 武蔵浦和駅東駐車場供用開始。

## 主なテナント
- 武蔵浦和ショッピングスクエア
  - ニトリ
  - 西松屋
  - オリンピック
  - 中央住宅
- 武蔵浦和メディカルセンター
  - まつもと内科・神経内科クリニック
  - 斎藤記念クリニック
  - ただともひろ胃腸科肛門科
  - ミューズ皮膚科ペインクリニック
  - ファーストタワー眼科
  - テディベアクリニック
  - ファーストタワー歯科クリニック
  - うざわ耳鼻咽喉科クリニック
  - 武蔵浦和整形外科内科クリニック
  - ムサシ薬局本店
  - ムサシ薬局2号店
- コナミスポーツクラブ